# Rouvroy (Passo di Calais)
Rouvroy è un comune francese di 8 915 abitanti situato nel dipartimento del Passo di Calais nella regione dell'Alta Francia.

## Società

### Evoluzione demografica
Abitanti censiti